# O Grito - Regime Disciplinar Diferenciado
 O Grito - Regime Disciplinar Diferenciado é um documentário brasileiro dirigido por Rodrigo Giannetto, sobre a portaria 157/2019 que limitou o contato físico entre presos e familiares. Produzido pela Netflix, em parceria com a Real Filmes, o documentário possui 1h 49min e foi lançado em 29 de setembro de 2024.

## Sinopse
O documentário critica a portaria 157/2019, que restringiu os direitos de visita e a liberdade de movimentação dos detentos em presídios federais de segurança máxima. O documentário apresenta entrevistas com familiares de presos, como Marcola e Marcinho VP, e especialistas, como o padre Júlio Lancellotti, Luís Roberto Barroso, Alberto Zacharias Toron, Erika Kokay entre outros.

## Controvérsia
Em 14 de janeiro de 2025, o Ministério Público de São Paulo, em parceria com a Polícia Civil, realizou uma operação contra a ONG Pacto Social Carcerário, acusada de ligação direta com o Primeiro Comando da Capital. Batizada de Scream Fake (Grito Falso), em alusão ao documentário, a operação prendeu preventivamente 12 pessoas, entre elas três advogados ligados ao Primeiro Comando da Capital, a presidente e o vice-presidente da ONG.
De acordo com o MP, o Primeiro Comando da Capital se aproveitava da ONG e de seus advogados para protocolar ações judiciais ilegítimas contra agentes públicos. As investigações apontaram que a ONG Pacto Social Carcerário prestava contas diretamente à facção, detalhando suas ações e resultados em favor de seus interesses. Integrantes da ONG alvo da operação apareceram no documentário.
O relatório do Departamento Estadual de Homicídios e Proteção à Pessoa (DHPP) aponta que a produtora K2, de propriedade de Emilio Carlos Gongorra Castilho, conhecido como "Cigarreira", que é apontado como o suspeito de ser o principal mandante da morte do delator do PCC Vinicius Gritzbach gastou 900 mil reais para produzir o documentário "O Grito - Regime Disciplinar Diferenciado".